# Pran (diễn viên)
Pran Krishan Sikand (12 tháng 2 năm 1920 – 12 tháng 7 năm 2013), được biết đến với nghệ danh Pran, là một nam diễn viên người Ấn Độ đã giành giải Filmfare và BFJA nhiều lần, được biết đến như một nhân vật phản diện trong các phim của Bollywood từ những năm của thập kỷ 1940 đến thập kỷ 1990. Ông đóng các vai chính diện trong khoảng thời gian 1940 – 1947, các vai chính phản diện trong khoảng thời gian 1942 – 1991 và đóng các vai phụ trong khoảng thời gian 1948 – 2007.
Với một sự nghiệp lâu dài và phong phú, ông xuất hiện trong hơn 350 bộ phim. Ông đóng các vai chính trong các phim như Khandaan (1942), Pilpili Saheb (1954) và Halaku (1956). Các vai của ông trong các phim Madhumati (1958), Jis Desh Men Ganga Behti Hai (1960), Upkar (1967), Shaheed (1965), Purab Aur Paschim (1970), Ram Aur Shyam(1967),  Aansoo Ban Gaye Phool (1969), Johny Mera Naam (1970), Victoria No. 203 (1972), Be-Imaan (1972), Zanjeer (1973), Don (1978), Amar Akbar Anthony (1977) và Duniya (1984) được coi là các vai diễn tốt nhất.